# Tlaquepaque
Tlaquepaque – miasto w środkowym Meksyku, w stanie Jalisco, w aglomeracji Guadalajary. Około 624,7 tys. mieszkańców.

## Miasta partnerskie
- Springfield, Stany Zjednoczone
- Glendale, Stany Zjednoczone
- Cancún, Meksyk
- Oaxaca, Meksyk
- Zapotiltic, Meksyk
- Atwater, Stany Zjednoczone
- Metepec, Meksyk
- Antigua Guatemala, Gwatemala